# 平通武男
平通 武男（ひらどおり たけお 1907年11月18日 - 1991年3月28日）は、日本の画家（洋画家）。人物画を得意とした。

## 経歴
1907年（明治40年）大阪府豊能郡に生まれる。奈良県の天理中学校を卒業後、川端画学校、熊岡美彦の熊岡絵画道場で学ぶ。1933年（昭和8年）帝展初出品で入選。1935年（昭和10年）東光賞、
1936年（昭和11年）の文展（帝展の代わりに開催）に出品した「洗濯屋」で選奨を受賞。1938年（昭和13年）佐分利賞を受賞。
第二次世界大戦後は、1946年（昭和21年）第2回日展に「黄衣」を出品。翌1947年（昭和22年）の第3回日展では「潮風」で特選受賞。その後、日展会員さらに日展参与となる。
1961年（昭和36年）約6カ月間フランスを中心に欧州遊学。1962年（昭和37年）岡山大学教育学部美術科助教授、翌年に教授に就任。1973年（昭和48年）岡山大学を停年退官。
1991年（平成3年）3月28日、心不全のため大阪府箕面市のガラシア病院で死去。享年83。